# Artimaviricota
Artimaviricota es un filo de virus de ARN que infectan bacterias termofilas, establecido por el ICTV para la taxonomía viral. 
Contienen un genoma de ARN bicatenario y por lo tanto se incluyen en el grupo III de la clasificación de Baltimore. Las cápsides son esféricas o icosaedras similares a la de los virus de la familia Partitiviridae con quienes no guarda relación filogenética, puesto que Artimaviricota representa un linaje basal de los virus de ARN y su ARNp dependiente de ARN conserva signos de la transición evolutiva de esta polimerasa a la transcriptasa inversa celular ocurrida en el mundo de ARN.
Fueron descubiertos en 2024 en un estudio de metagenómica en aguas termales. Los virus de este filo parecen dirigirse a las bacterias del filo Aquificota y del reino Thermotogati. Incluye una sola familia descrita.

## Taxonomía
Incluye la siguiente familia:
- Filo Artimaviricota
  - Familia Hakuzoviridae